# アビリーン (カンザス州)

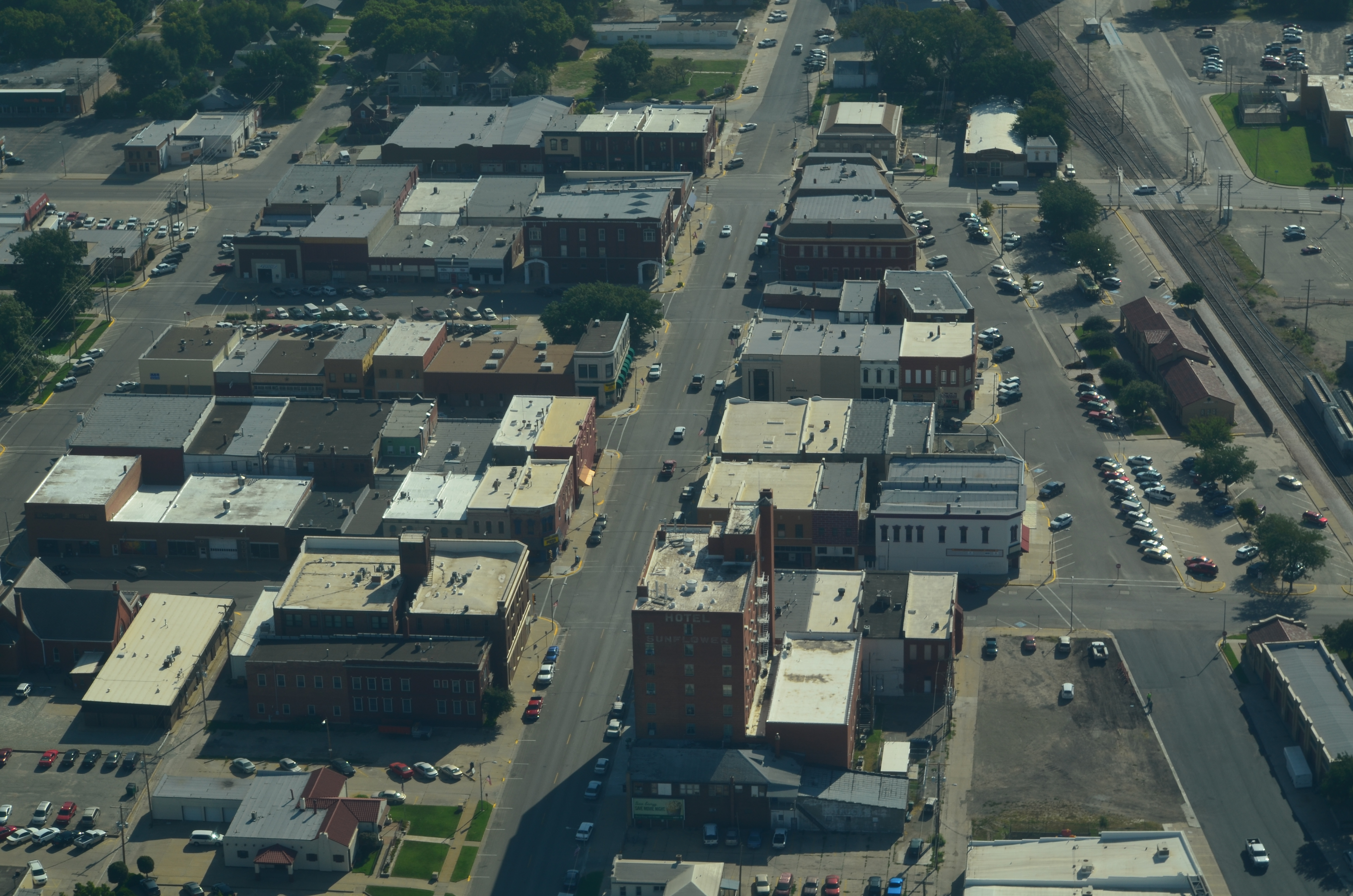
アビリーン

アビリーン（Abilene）は、アメリカ合衆国カンザス州ディキンソン郡に位置する町である。ディキンソン郡の郡庁所在地である。2020年の国勢調査によると、総人口は6,460人。茨城県小美玉市と姉妹都市である。

## 歴史
アビリーンは、1857年に設立された。名前は新約聖書から取られており、平原の都市という意味を持っている。カンザスシティの西にある最も大きな家畜の集積地として町は急速に発展し、流れ込んだ荒くれ者により、西部でもっとも荒れた町の1つになった。
1871年4月、ワイルド・ビル・ヒコックが保安官になった。しかし、フィル・コーとの銃撃戦で友人の保安官であるマイク・ウィリアムズを偶然に射殺してしまい、12月に保安官の任務を解かれた。
後の大統領、ドワイト・アイゼンハワーが小学校から高校まで住んでいたことで有名であり、ドワイト・D・アイゼンハワー大統領記念図書館やアイゼンハワー・センターがその功績を伝えている。アイゼンハワーと妻、それに息子の1人がこの地に埋葬されている。

## 地理

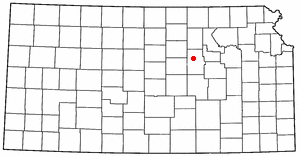
カンザス州内の位置

アビリーンは、北緯38度55分11秒、西経97度13分2秒 (38.919721, -97.217329) に位置している。
アメリカ合衆国統計局の調査によると、10.7km2を占め、10.7km2が陸である。

### 歴史的建造物
- アイゼンハワー大統領センター及びドワイト・D・アイゼンハワー大統領図書館及び博物館
- カンザス州スポーツ名誉殿堂
- ディキンソン郡遺産センター

## 人口動静
2000年の国勢調査によると、6,543人が住んでおり、2,836の世帯、1,772の家族が住んでいる。人口密度は、611.7人/km2である。3,104件の住居があり、290.2件/km2である。人口の95.52%が白人、1.01%が黒人、0.52%がインディアン、0.38%がアジア系、0.00%がハワイやグアムなどの太平洋の島々からの移民、0.96%がそのほかの民族や人種、1.60%が2つ以上の民族や人種を親に持ち、2.72%がヒスパニック系である。
2,836世帯のうち、29.0%が18歳未満の子供と一緒に生活しており、50.5%は夫婦で生活している。9.0%は未婚の女性が世帯主であり、37.5%は家族以外の住人と同居している。34.2%は独身の居住者が住んでおり、17.2%は65歳以上で独身である。1世帯の平均人数は2.27人であり、家庭の場合は、2.90人である。
人口の24.7%が18歳未満で、7.0%が18歳から24歳、26.5%が25歳から44歳、21.7%が45歳から64歳、20.0%が65歳以上である。平均年齢は40歳である。女性100人に対し、89.2人が男性である。18歳以上の女性100人に対し、85.4人が18歳以上の男性である。
1世帯の平均年収は33,778ドルであり、家庭の場合は46,052ドルである。男性の平均収入が31,971ドルであるのに対し、女性は17,361ドルである。住民1人当たりの収入は17,356ドルであり、人口の7.3%、4.8%の家庭が貧困線以下にある。18歳未満の7.2%、65歳以上の14.9%が貧困線以下にある。